# Festival Mixtur
El Festival Mixtur és un festival de música actual que se celebra a Barcelona. La vuitena edició es va celebrar del 25 d'abril al 5 de maig de 2019. Aquest esdeveniment aglutina concerts, tallers pedagògics, taules rodones, instal·lacions, classes magistrals... Els objectius del festival son impulsar la creació, la pedagogia i la difusió de la música i l'art sonor actuals en relació amb la investigació tant del so com sobre la seva interacció amb altres disciplines artístiques. Es cerca acostar la nova música al públic i descobrir noves tendències artístiques.